# モンテッロ
モンテッロ（伊: Montello  ( 音声ファイル)）は、イタリア共和国ロンバルディア州ベルガモ県にある、人口約3,200人の基礎自治体（コムーネ）。

## 地理

### 位置・広がり
ベルガモ県のコムーネ。県都ベルガモから東南東へ10km、ブレシアから西北西へ35km、州都ミラノから東北東へ53kmの距離にある。

#### 隣接コムーネ
隣接するコムーネは以下の通り。
- アルバーノ・サンタレッサンドロ
- バニャーティカ
- コスタ・ディ・メッツァーテ
- ゴルラーゴ
- サン・パオロ・ダルゴーン

### 地震分類
イタリアの地震リスク階級 (it) では、3 に分類される
。